# Apanteles dores
Apanteles dores är en stekelart som beskrevs av Nixon 1965. Apanteles dores ingår i släktet Apanteles och familjen bracksteklar. Inga underarter finns listade i Catalogue of Life.